# Mallotus muticus
Mallotus muticus là một loài thực vật có hoa trong họ Đại kích. Loài này được (Müll.Arg.) Airy Shaw mô tả khoa học đầu tiên năm 1963.